# Franz Reindl
Franz Reindl (ur. 24 listopada 1954 w Garmisch-Partenkirchen) – niemiecki hokeista grający na pozycji napastnika, reprezentant kraju, olimpijczyk, trener, działacz hokejowy.

## Kariera
Franz Reindl karierę sportową rozpoczął w 1963 roku w juniorach SC Riessersee, w których grał do 1972 roku, skąd przeszedł do profesjonalnej drużyny klubu, w którym grał do 1984 roku i odnosił największe sukcesy w karierze: dwukrotne mistrzostwo (1978, 1981) i wicemistrzostwo Niemiec (1979) oraz hokeista sezonu w Bundeslidze w sezonie 1981/1982.
Następnie został zawodnikiem SB Rosenheim, z którym w sezonie 1984/1985 zdobył mistrzostwo Niemiec po wygranej rywalizacji w finale z Mannheimer ERC 3:0 (4:3, 7:2, 2:1 pd.), a w 1988 wicemistrzostwo Niemiec po przegranej rywalizacji w finale z Kölner EC 2:3 (2:1, 2:5, 6:0, 2:4, 1:4), po czym zakończył karierę sportową.
Łącznie w Bundeslidze rozegrał 671 meczów, w których zdobył 833 punkty (424 gole, 409 asyst) oraz spędził 1065 minut na ławce kar.

## Kariera reprezentacyjna
Franz Reindl z reprezentacją RFN U-19 wystąpił na mistrzostwach Europy juniorów 1972 w Szwecji, na których w 5 meczach zaliczył 1 asystę oraz spędził 6 minut na ławce kar, a drużyna Noszących Orłów zajęła przedostatnie, 5. miejsce.
Natomiast w reprezentacji RFN w latach 1976–1986 rozegrał 181 meczów, w których zdobył 75 punktów (37 goli, 38 asyst) oraz spędził 173 minuty na ławce kar. Trzykrotnie uczestniczył na zimowych igrzyskach olimpijskich (1976, 1980, 1984). Na turnieju olimpijskim 1976 w Innsbrucku z reprezentacją RFN pod wodzą selekcjonera Xavera Unsinna zdobył pierwszy od 44 lat medal olimpijski – brązowy medal. W październiku tego samego roku za ten sukces wraz z innymi wraz z kolegami z reprezentacji RFN otrzymał z rąk ówczesnego kanclerza Niemiec, Helmuta Schmidta Srebrny Liść Laurowy.
Ponadto 8-krotnie uczestniczył w mistrzostwach świata (1976, 1977, 1978, 1979, 1982, 1983, 1985, 1986), a także w Canada Cup 1984 w Kanadzie i w Stanach Zjednoczonych (6. miejsce) oraz w Turnieju Izwiestii 1984 w Moskwie (5. miejsce).

## Statystyki

### Klubowe
| 1972/1973 | SC Riessersee | BL        | 32  | 8   | 12  | 20  | 22  |    |    |    |    |    |
| 1973/1974 | SC Riessersee | BL        | 36  | 10  | 10  | 20  | 26  |    |    |    |    |    |
| 1974/1975 | SC Riessersee | BL        | 36  | 16  | 8   | 24  | 62  |    |    |    |    |    |
| 1975/1976 | SC Riessersee | BL        | 36  | 23  | 12  | 35  | 58  |    |    |    |    |    |
| 1976/1977 | SC Riessersee | BL        | 48  | 28  | 14  | 42  | 69  |    |    |    |    |    |
| 1977/1978 | SC Riessersee | BL        | 46  | 28  | 19  | 47  | 70  |    |    |    |    |    |
| 1978/1979 | SC Riessersee | BL        | 50  | 32  | 30  | 62  | 103 |    |    |    |    |    |
| 1979/1980 | SC Riessersee | BL        | 48  | 40  | 29  | 69  | 93  |    |    |    |    |    |
| 1980/1981 | SC Riessersee | BL        | 44  | 47  | 31  | 78  | 92  | 10 | 9  | 12 | 21 | 24 |
| 1981/1982 | SC Riessersee | BL        | 43  | 49  | 53  | 102 | 71  | 2  | 1  | 2  | 3  | 2  |
| 1982/1983 | SC Riessersee | BL        | 31  | 20  | 27  | 47  | 54  | —  | —  | —  | —  | —  |
| 1983/1984 | SC Riessersee | BL        | 36  | 12  | 28  | 40  | 69  | 10 | 6  | 8  | 14 | 10 |
| 1984/1985 | SB Rosenheim  | BL        | 36  | 28  | 38  | 66  | 58  | 9  | 5  | 7  | 12 | 14 |
| 1985/1986 | SB Rosenheim  | BL        | 35  | 24  | 28  | 52  | 69  | 9  | 5  | 6  | 11 | 0  |
| 1986/1987 | SB Rosenheim  | BL        | 16  | 8   | 10  | 18  | 18  | 9  | 8  | 3  | 11 | 7  |
| 1987/1988 | SB Rosenheim  | BL        | 35  | 13  | 18  | 31  | 46  | 14 | 4  | 4  | 8  | 28 |
| BL Ogółem | BL Ogółem     | BL Ogółem | 608 | 386 | 367 | 753 | 980 | 63 | 38 | 42 | 80 | 85 |

### Reprezentacyjne
| Rok                | Drużyna            | Turniej            | Miejsce            |     | M  | G  | A  | Pkt | Min |
| ------------------ | ------------------ | ------------------ | ------------------ | --- | -- | -- | -- | --- | --- |
| 1972               | RFN U-19           | MEJ                | 5                  | 5   | 0  | 1  | 1  | 6   |     |
| 1976               | RFN                | Kw. IO             | –                  | 1   | 0  | 0  | 0  | 0   |     |
| 1976               | RFN                | IO                 |                    | 5   | 0  | 0  | 0  | 0   |     |
| 1976               | RFN                | MŚ                 | 6                  | 10  | 0  | 1  | 1  | 2   |     |
| 1977               | RFN                | MŚ                 | 7                  | 10  | 2  | 2  | 4  | 16  |     |
| 1978               | RFN                | MŚ                 | 5                  | 10  | 0  | 3  | 3  | 8   |     |
| 1979               | RFN                | MŚ                 | 6                  | 8   | 1  | 1  | 2  | 10  |     |
| 1980               | RFN                | IO                 | 10                 | 5   | 0  | 1  | 1  | 0   |     |
| 1982               | RFN                | MŚ                 | 6                  | 7   | 1  | 1  | 2  | 11  |     |
| 1983               | RFN                | MŚ                 | 5                  | 10  | 3  | 2  | 5  | 8   |     |
| 1984               | RFN                | IO                 | 5                  | 6   | 2  | 4  | 6  | 4   |     |
| 1984               | RFN                | CC                 | 6                  | 5   | 0  | 2  | 2  | 0   |     |
| 1984               | RFN                | TI                 | 5                  | 4   | 2  | 1  | 3  | 2   |     |
| 1985               | RFN                | MŚ                 | 7                  | 10  | 5  | 2  | 7  | 14  |     |
| 1986               | RFN                | MŚ                 | 7                  | 10  | 1  | 1  | 2  | 10  |     |
| Ogółem jako junior | Ogółem jako junior | Ogółem jako junior | Ogółem jako junior | 5   | 0  | 1  | 1  | 6   |     |
| Ogółem jako senior | Ogółem jako senior | Ogółem jako senior | Ogółem jako senior | 101 | 17 | 21 | 38 | 40  |     |

## Sukcesy

### Zawodnicze
SC Riessersee
- Mistrzostwo Niemiec: 1978, 1981
- Wicemistrzostwo Niemiec: 1979

SB Rosenheim
- Mistrzostwo Niemiec: 1985
- Wicemistrzostwo Niemiec: 1988

Reprezentacyjne
- Brązowy medal zimowych igrzysk olimpijskich: 1976

### Indywidualne
- Hokeista sezonu w Bundeslidze: 1982
- Członek Galerii Sław Niemieckiego Hokeja na Lodzie

### Odznaczenia
- Srebrny Liść Laurowy: 1976

## Po zakończeniu kariery
Franz Reindl po zakończeniu kariery sportowej rozpoczął karierę trenerską. W latach 1988–1991 był trenerem występującego w 2. Bundeslidze SC Riessersee, który miał wówczas problemy finansowe, jednak wraz z Heinzem Mehlem udało mu się uniknąć bankructwa oraz spadku klubu do Oberligi.
Następnie w latach 1991–1992 był asystentem dyrektora technicznego Fritza Brechenmachera oraz a w latach 1991–1994 asystentem selekcjonerów Ladislava Olejníka, Erich Kühnhackla i Luděka Bukača w reprezentacji Niemiec. W latach 1992–1994 zastąpił Helmuta Bauera na stanowisku dyrektora sportowego DEB (Niemiecki Związek Hokeja na Lodzie), gdzie odpowiadał za marketing, a w latach 1995-2003 pełnił funkcję dyrektora administracyjnego i kierownika biura związku, natomiast w latach 1996–2014 był dyrektorem generalnym reprezentacji Niemiec.
W 2000 roku został również mianowany dyrektorem zarządzającym Towarzystwa Sportowego Hokeja na Lodzie w DEB i jako sekretarz generalny był przede wszystkim odpowiedzialny za organizację udanych pod względem ekonomicznym i sportowym mistrzostw świata 2001 Elity w Niemczech. W 2003 roku był sekretarzem generalnym i dyrektorem sportowym odpowiedzialnym za marketing, natomiast Bodo Lauterjung, członek komitetu wykonawczego, tymczasowo przejął dział administracji, personelu, finansów (pełnił tę funkcję od marca 2003 roku do czerwca 2006 roku i od czerwca 2009 roku).
W maju 2004 roku po rezygnacji Hansa Zacha z funkcji selekcjonera reprezentacji Niemiec, Reindl przejął tymczasowo tę funkcję i prowadził drużynę Noszących Orłów podczas Pucharu Świata 2004, w którym drużyna pod wodzą Reindla zajęła ostatnie, 4. miejsce w grupie europejskiej, po czym we wrześniu 2004 roku zastąpił go Greg Poss. W grudniu 2006 ponownie objął kierownictwo w Towarzystwie Sportowym Hokeja na Lodzie w DEB oraz funkcję sekretarza generalnego ds. realizacji mistrzostw świata 2010 Elity w Niemczech, gdzie był również odpowiedzialny za udaną aplikację w 2005 roku.
Reindl działa również w IIHF (Międzynarodowy Związek Hokeja na Lodzie) i jest bardzo dobrze rozpoznawany na arenie międzynarodowej. W latach 1998–2008 był członkiem Komisji Sportowej IIHF w Zurychu, a w latach 2008–2014 członkiem Komisji Zawodów IIHF, również w Zurychu. Był również zaangażowany w kandydaturę Monachium w organizację Zimowych Igrzysk Olimpijskich 2018 i był członkiem Komisji Obiektów Sportowych i Dziedzictwa Olimpijskiego (organizację imprezy ostatecznie przyznano koreańskiemu Pjongczang).
W okresie od lipca 2014 roku do maja 2022 roku był prezesem DEB. 19 maja 2016 roku został wybrany do Rady IIHF, a także w tym samym roku był dyrektorem generalnym Team Europe podczas Pucharu Świata 2016 w Kanadzie, w którym drużyna dotarła do finału, gdzie przegrała rywalizację z reprezentacją Kanady 3:1 i 2:1.
W 2021 roku kandydował na prezydenta IIHF, jednak przegrał z Francuzem Luciem Tardifem Sr. 39:28.

## Życie prywatne
Franz Reindl jest z wykształcenia kupcem hurtowym i detalicznym. Jest żonaty, ma troje dzieci. Bratanek Franza, Jürgen (ur. 1964) i jego synowie: Maximilian (ur. 1991) i Florian (ur. 1995) także są hokeistami.